# مهره‌دوزی

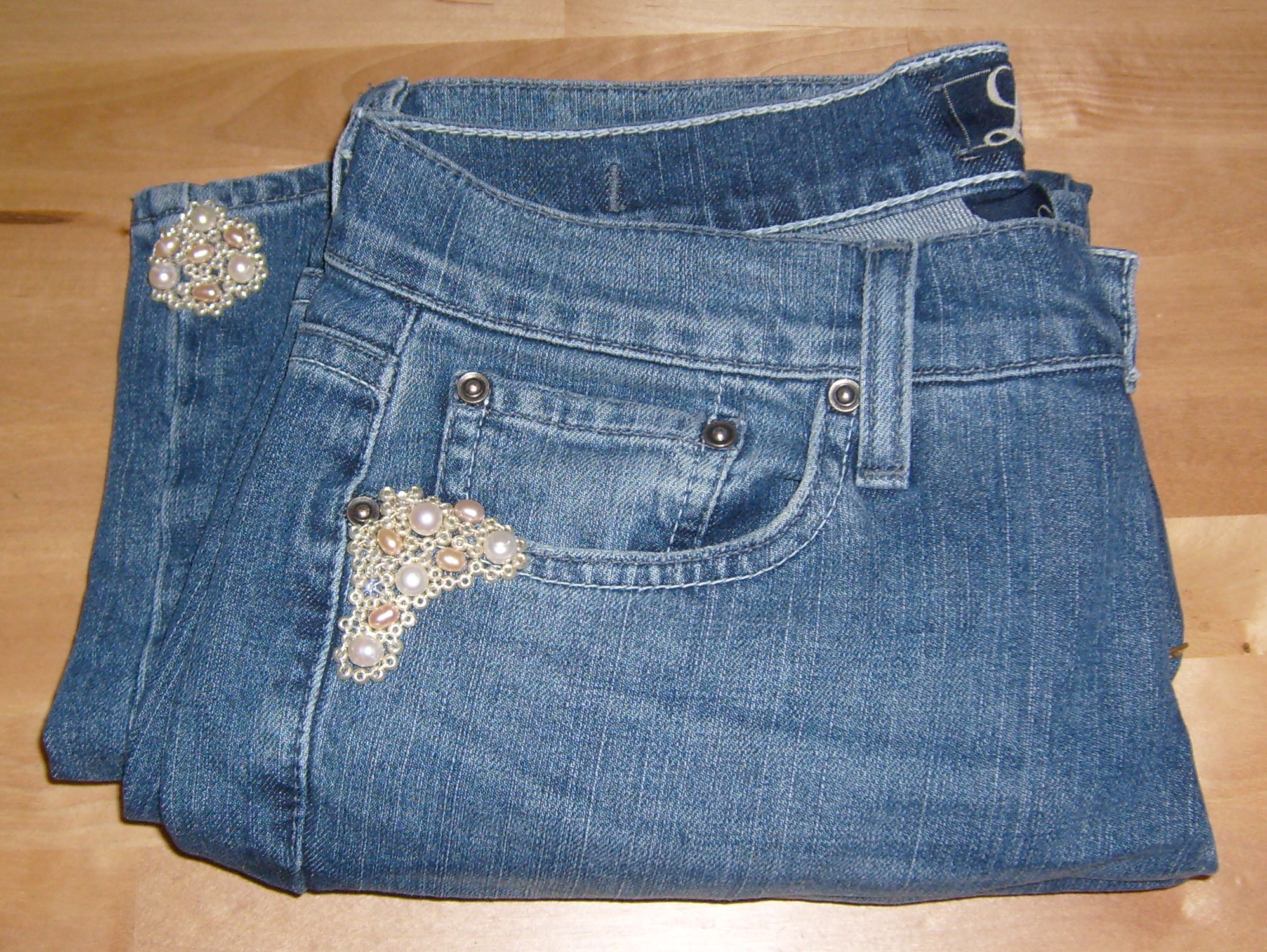
یک نمونه جین کتانی با گل‌دوزی مرواریدهای پرورشی آب شیرین و مهره‌های بذر بر روی آن

مُهره‌دوزی (به انگلیسی: Bead Embroidery) نوعی منجوق‌دوزی است که از سوزن و نخ برای دوخت مهره‌ها به سطح پارچه، جیر یا چرم استفاده می‌شود.
مهره‌دوزی تزیینی است که بخش مهمی از ساختار پارچه را تشکیل نمی‌دهد. از این نظر، مهره‌دوزی با مهره‌بافی، قلاب‌بافی و بافندگی مهره متفاوت است. دانه‌های بافته شده، بافتنی و قلاب بافی ممکن است در طول تولید پارچه، به پیوند زده شوند، در حالی که دانه‌های گلدوزی شده همیشه به پارچه تمام شده اضافه می‌شوند.

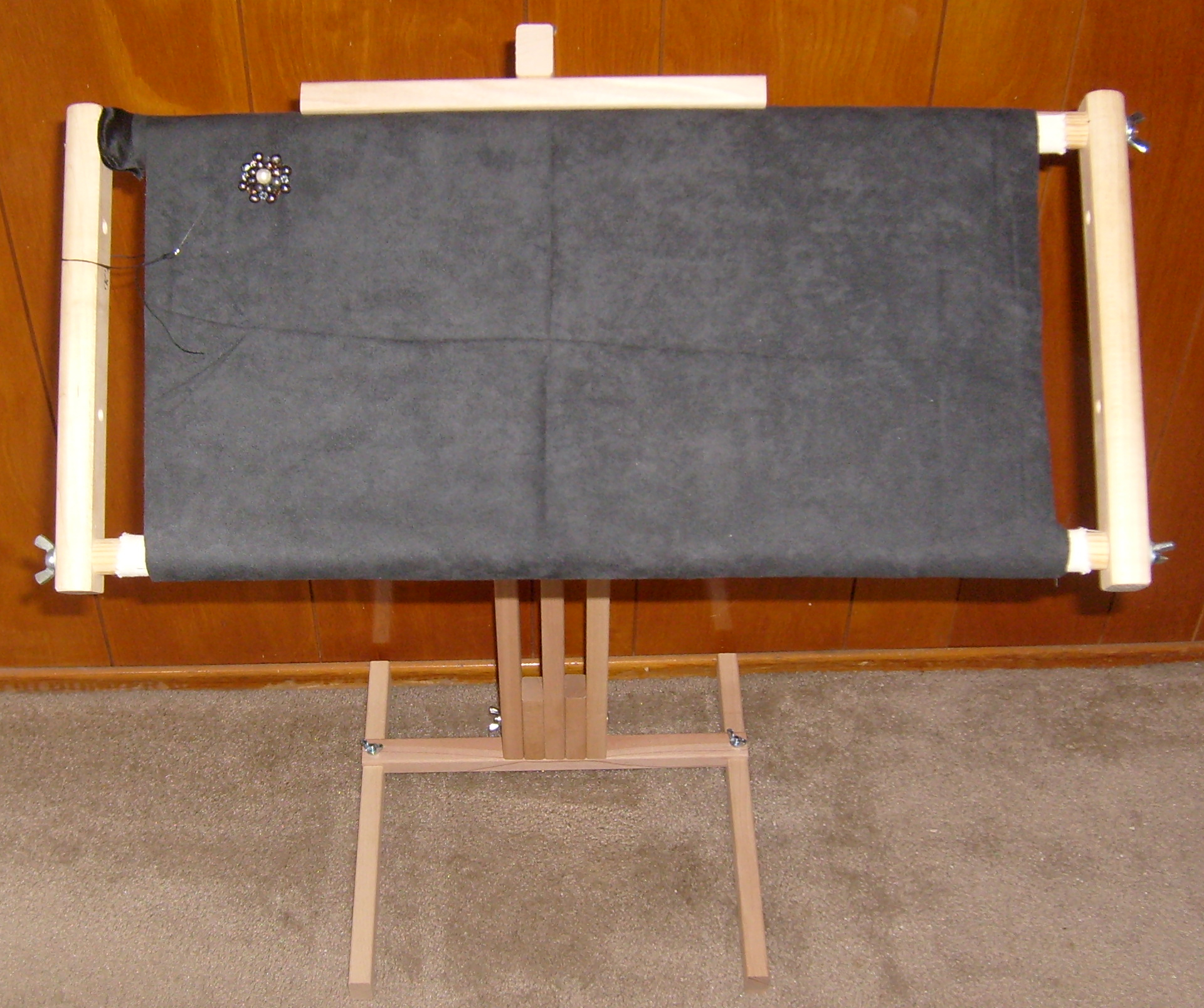
مهره‌دوزی در حین ساخت: سنجاق سینه‌ای از مروارید و کریستال سربی روی پارچۀ اولتراسوید که به قاب گل‌دوزی طوماری متصل شده است

به طور سنتی از مهره‌دوزی برای پوشاک و منسوجات تزئینی استفاده می‌شده است. ممکن است با افزودن تقویت‌کننده‌های ساختاری مانند نوارهای دستبند در جواهرات نیز استفاده شود. سایر لوازم جانبی لباس مانند سگک کمربند و کیف دستی را نیز می‌توان مهره‌دوزی کرد و همینطور اثاث خانه مانند بالش یا جعبه را هم می‌توان با مهره‌دوزی تزئین کرد. هنگامی که با سطوح سخت استفاده می‌شوند، الگوهای مهره با درز یا شکاف، اندازه‌گیری و برنامه‌ریزی می‌شوند و پس از گل‌دوزی با استفاده از چسب یا اپوکسی به آن متصل می‌شوند.

## تاریخچه
مدت‌ها پیش از آخرین عصر یخبندان بزرگ، مردم از صدف‌ها، بذرها و هر مادۀ دیگری که می‌توانستند مُهره‌هایی درست می‌کردند. مقبره‌های اور در عراق که قدمت آن به ۲۵۰۰ سال قبل از میلاد مسیح می‌رسد، حاوی مهره‌هایی ساخته شده از سنگ لاجورد است. مهره‌ها به پایه‌ای دوخته شده بودند. هنگامی که باستان‌شناسان تپه‌های مدفن دورۀ نوسنگی را در اروپا کاوش کردند، نقاشی‌هایی از سوزن‌های استخوانی خام را یافتند. طراحی‌ها و نقاشی‌های مکشوفه از دوران مصر باستان نیز لباس‌های گل‌دوزی شده را نشان می‌دهند. پیشینۀ مهره‌دوزی در تاریخ نگارگری اروپا نیز به قرون وسطی باز می‌گردد، این امر را می‌توان در آثار هنری که در آن‌ها نقوش کلاه‌ها و لباس‌های مهره‌دوزی شده را نشان می‌دهند، ملاحظه کرد.
مهره‌دوزی بومی آمریکا ریشه در ورود استعمارگران اروپایی دارد. الگوهای سنتی بومیان آمریکا پیش‌تر وجود داشته است، اما با ورود اروپایی‌ها، آن‌ها شروع به استفاده و تجارت مهره‌های بذر کردند. با خشونت اروپایی‌ها که آمریکا را تبدیل به مستعمره کردند، مهره‌دوزی راهی برای بومیان آمریکا شد تا هویت فرهنگی خود را حفظ کنند. بومیان آمریکا از تکنیک‌های متعددی استفاده می‌کردند و هنوز هم این سنن را امروزه ادامه می‌دهند. دوخت پیوت توسط اروپایی‌ها به بومیان آمریکا آموزش داده شد. بافندگی مهره آخرین تکنیکی بود که اختراع شد. در داخل قاره آمریکا، گل‌دوزی مهره برای اولین بار توسط بومیان آمریکای منطقۀ گریت لیکس استفاده شد. مهره‌دوزی بومی آمریکا به عنوان مهره‌دوزی کاربردی نیز شناخته می‌شود.

## تکنیک
ممکن است از سه روش اصلی برای گل‌دوزی با مهره استفاده شود: مهره‌های منفرد را می‌توان مستقیماً روی پارچه دوخت، یا چندین مهره را می‌توان از طریق سوزن پیش از عبور دادن سوزن از پشت دوخت، یا در غیر این صورت ممکن است یک خط از مهره‌های نخی روی پارچه گذاشته شود و با بخیه‌های کوتاه خوابیده محکم شوند. بسیاری از مردم از یک سوزن و نخ برای کوک‌زدن مهره‌ها به پارچه استفاده می‌کنند، معمولاً یک سوزن ظریف با یک چشم تیز برای تسهیل عبور آسان از سوراخ‌های کوچک انبوه مهره‌ها کفایت می‌کند؛ در تکنیک دوم از یک قلاب ظریف برای ریسه‌زدن نخ به پارچه استفاده می‌شود. در اروپا این تکنیک به عنوان گل‌دوزی تمبور (Tambour) یا لونویل (Luneville) شناخته می‌شود و معمولاً برای مهره‌کاری لباس‌های اوت کوتور استفاده می‌شود. در هند به این اثر زری (Zari) یا موچی آری (Moochi Aari)، یا فقط آری می‌گویند و در پوشاک و اثاثیه استفاده می‌شود. مشخصه بارز گلدوزی تمبور یا لونویل این است که مهره‌ها در قسمت زیرین پارچه چسبانده می‌شوند و زنجیره در قسمت بالایی پارچه شکل می‌گیرد. در حالی که در کار زری و آری، مهره‌ها به قسمت بالایی پارچه وصل می‌شوند که دوخت زنجیره ایجاد می‌شود. در کار زری/آری، نخ از میان هر مهره با ایجاد بخیه‌ها قلاب می‌شود. تسلط بر روش‌های مهره‌زنی تمبور/آری برای کسانی که بیشتر به کار با سوزن نخ‌دار عادت دارند دشوارتر به نظر می‌رسد، اما از نظر سرعت نسبت به دوخت مهره‌ها با سوزن مزیت دارند، زیرا با استفاده از نخ از قرقره و پیوسته بودن آن، سرعت افزایش می‌یابد. نیازی به بستن، بریدن نخ جدید، نخ کشیدن سوزن و بستن آن نیست، ثانیاً با کار تمبور/لونویل، مهره‌ها را پیش از شروع دوخت مستقیماً روی نخ می‌بندند، بنابراین زمان گذاشتن هر مهره روی سوزن از بین نمی‌رود. چندین نمونه ویدیو در یوتیوب وجود دارد که دوخت زری/آری را نشان می‌دهند، و کتاب‌های متعددی هم در مورد آموزش کار تمبور یا لونویل منتشر شده‌اند. بیشتر مهره‌دوزی بر روی پارچۀ محکم کشیده شده روی یک قاب کار می‌شود، این قاب پارچه را محکم نگه می‌دارد و سطح صافی را برای گل‌دوزی فراهم می‌کند، مهره‌ها می‌توانند وزن قابل توجهی اضافه کنند، بنابراین حمایت از آن مهم است. استفاده از قاب به این معنی است که گل‌دوز هر دو دست خود را برای کار آزاد دارد. در کارهای تمبور یا لونویل، قاب اغلب بین دو میز، بالای میز یا روی نگهدار سه‌پایه و در حالت نشسته روی صندلی استفاده می‌شود. در آثار آری یا زری، قاب اغلب به زمین نزدیک‌تر است و در حالت نشسته روی زمین استفاده می‌شود. فرانسوا لُساژ (François Lesage) در دنیای مد به دلیل گل‌دوزی‌های مهره‌ای که برای بسیاری از طراحان مد معروف کار می کرد، تحسین شده است.